# Bellinshausen Küste
Bellinshausen Küste är en strand i Antarktis. Den ligger i Västantarktis. Inget land gör anspråk på området.